# Севастопольский район (Москва)
Севастопольский район — бывший район в Москве.

## Описание
Здание райисполкома находилось по адресу: Профсоюзная улица, дом 31. Здание РК КПСС: Севастопольский проспект, дом 28; до этого - улица Архитектора Власова, дом 19. Своё название получил от города Севастополь. Территория находилась в пределах от Окружной железной дороги до МКАД, юг Москвы. Значительную часть территории района занимал Битцевский лесопарк.
Общая площадь 3100 гектар. Площадь лесмассива 1200 гектар. Воды 10 гектар. Количество жителей на 1978 год насчитывало 283 тысячи.
Главные дороги: проспекты Севастопольский, Балаклавский и Нахимовский.

## История
До 1960 года превалирующая часть района принадлежала к Московской области. Севастопольский район сформирован в 1977 году.
В 1978 году площадь жилфонда 4223 тысячи квадратных метров, в местности располагались 10 рабочих производств: Швейные производственные объединения «Москва» и «Черёмушки», Механический завод № 2, Завод металлических и хозяйственных изделий; 20 научно-исследовательских институтов, проектных организаций и КБ: Институт мировой экономики и международных отношений, Институт научной информации по общественным наукам, Институт социологических исследований, Институт экономики мировой социалистической системы; 43 школы, 79 дошкольных образований, 12 поликлиник, 86 продуктовых и 36 промышленных магазина, 383 точек общепита, культурно-просветительские организации, такие как 5 кинотеатров, 5 ДК, 13 библиотек.
В 1991 году район упразднён.

## Достопримечательности
В Севастопольском районе следующие примечательности:
- Церковь Бориса и Глеба в Зюзине.
- Усадьба Черёмушки.